# Mook-Molenhoek vasútállomás
Mook-Molenhoek vasútállomás vasútállomás Hollandiában, Mook en Middelaar községben, Molenhoek településen.

## Vasútvonalak
Az állomást az alábbi vasútvonalak érintik:
- Nijmegen–Venlo-vasútvonal

## Kapcsolódó állomások
A vasútállomáshoz az alábbi állomások vannak a legközelebb:
- Nijmegen Heyendaal vasútállomás (északkelet)
- Cuijk vasútállomás (délnyugat)